# Aldohexos
En aldohexos är en hexos med en aldehydgrupp. Glukos är den vanligaste aldohexosen.
Det finns åtta aldohexoser:

Allos
Altros
Glukos
Mannos
Gulos
Idos
Galaktos
Talos